# Dasyhesma brevipalpa
Dasyhesma brevipalpa är en biart som beskrevs av Exley 2004. Dasyhesma brevipalpa ingår i släktet Dasyhesma och familjen korttungebin. Inga underarter finns listade i Catalogue of Life.

## Bildgalleri

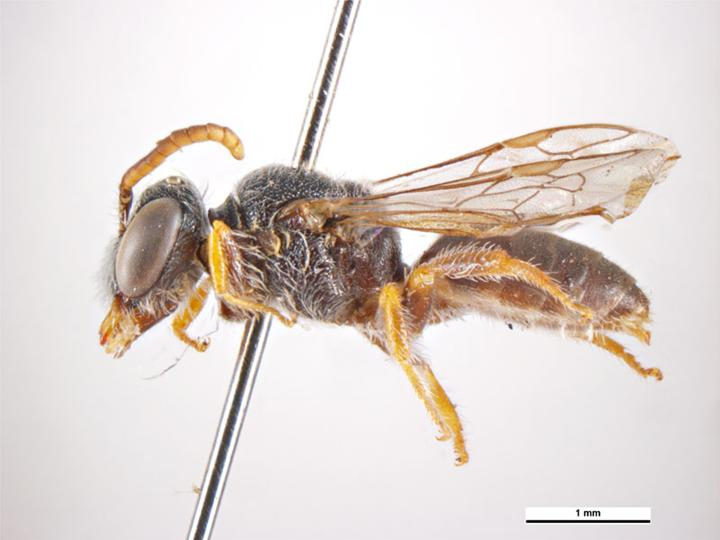